# Tianjin Tianhai Football Club
Tianjin Tianhai (Chinês simplificado: 天津权健; pronuncia-se: Tiānjīn Tianhai) foi um clube de futebol chinês que disputava a Super Liga da China. A equipe tinha este nome em janeiro de 2019, pelo motivo da Associação de Futebol de Tianjin ter assumido o controle do clube.

## Início em Hohhot e ida para Tianjin
A história do Tianjin Songjiang Football Club começa no dia 6 de junho de 2006, quando o clube foi fundado pela empresa Tianjin Binhai Holdings Limited na cidade de Hohhot e com o nome de Hohhot Binhai FC. Somente no ano 2008 a equipe deixaria Hohhot para jogar em Tianjin. Iniciando na terceira e última divisão do futebol profissional chinês, a equipe conquistou o acesso à Segunda Divisão chinesa em 2010. Desde então o Tianjin Songjiang conquistava resultados modestos até que tudo mudou no ano de 2015.

## Era Quanjian e briga por Sun Ke
No início do ano de 2015, o grupo médico Quanjian Nature Medicine, sediado em Tianjin, se tornou um dos patrocinadores do Tianjin TEDA, maior e principal clube da cidade. A parceria teve fim abrupto ainda em 30 de junho após uma disputa pública envolvendo o atacante chinês Sun Ke, que defendia o Jiangsu Sainty (hoje Jiangsu Suning). O grupo gostaria de ter maior protagonismo no clube, o que foi negado pela diretoria do TEDA levando ao fim da parceria.
Como "retaliação", o Grupo Quanjian anunciou no dia 7 de julho a compra do Tianjin Songjiang...e de Sun Ke. A temporada 2016 marcou efetivamente o nascer do Tianjin Quanjian com Vanderlei Luxemburgo no comando técnico acompanhado de uma comissão técnica brasileira e de jogadores como Luís Fabiano, Jádson, Geuvânio, Zhao Xuri, Zhang Lu e outros mais.
Sob o comando do técnico italiano Fabio Cannavaro, o Tianjin Quanjian conquistou o primeiro título de sua história e venceu a Segunda Divisão chinesa em 2016.e também a Primeira divisão chinesa em 2017
O clube se reforçou para a temporada 2017 com nomes como Alexandre Pato, Axel Witsel, Kwon Kyung-won e Wang Yongpo para a estreia na Super Liga da China. Terminando num surpreendente terceiro lugar, o Tianjin Quanjian garantiu a inédita classificação à fase qualificatória da Champions League da Ásia no ano seguinte.

## Fim da Era Quanjian e futuro incerto
Tão rápida quanto a ascensão do Tianjin Quanjian assim foi a sua queda. Em dezembro de 2018, o dirigente forte do clube e dono do Grupo Quanjian, Shu Yuhui, foi preso junto com outras 16 pessoas acusados de marketing multinível ilegal e propaganda enganosa. Com isso, a Associação de Futebol de Tianjin passou a gerir o clube com orçamentos bem mais modestos e limitados.
Em 14 de janeiro de 2019, a Associação Chinesa de Futebol (CFA) oficializou a mudança de nome para Tianjin Tianhai FC (天津天海).
Em maio de 2020, o clube anunciou a falência.

## Escudos anteriores
|  |  |  |

## Títulos
- Primeira Divisão Chinesa: 2017

## Estatísticas
Participações
|  | Participações até 2017 |

| Competição | Competição           | Temporadas | Melhor campanha     | Estreia | Última | P | R |
| China      | Chinese Super League | 1          | Estreante           | 2016    | 2016   | 1 | – |
| China      | China League One     | 6          | Campeão (2016)      | 2011    | 2016   | 1 | – |
| China      | China League Two     | 4          | Vice-campeão (2010) | 2007    | 2010   | 1 | – |

## Jogadores destacados
Esta é uma lista de jogadores de destaque que já passaram pelo Tianjin Songjiang: